# Anteo Zamboni
Anteo Zamboni   (Bolonya, 11 d'abril de 1911 - Bolonya, 31 d'octubre de 1926) fou un anarquista italià, el protagonista d'un atemptat fallit contra Benito Mussolini.
Va morir als 15 anys linxat pels esquadristes, poc després de l'intent de matar Mussolini. L'episodi va provocar un enduriment de la dictadura i el tancament d'alguns diaris de l'oposició. Els motius del gest de Zamboni encara no s'han aclarit; la memòria col·lectiva el recorda com un jove anarquista, procedent d'una família d'anarquistes, fins i tot si (com ho era el seu pare Mammolo des de feia temps) era considerat per tots un simpatitzant del règim.

## Infància
Fill de Viola Tabarroni (1886-1972) i Mammolo Zamboni (1882-1952), antic impressor anarquista que es va convertir al feixisme per raons econòmiques (va fer negocis imprimint els fulls de propaganda de la secció bolonyesa), era el germà petit d'Assunto i Lodovico i descendent llunyà del patriota Luigi Zamboni. De caràcter solitari i taciturn, la seva família l'anomenava il Patata (la Patata), sembla per la seva presumpta manca d'intel·ligència.

## L'atemptat
La nit del diumenge 31 d'octubre de 1926, el quart aniversari del seu nomenament com a primer ministre després de la Marxa sobre Roma, Mussolini es trobava a Bolonya, on havia anat el dia abans a inaugurar el Stadio del Littoriale. Al final de les celebracions, Mussolini va ser acompanyat a l'estació en un cotxe descobert, conduït per Leandro Arpinati. A les 17.40 h, la processó havia arribat a la cantonada entre via Rizzoli i via dell'Indipendenza. Anteo Zamboni, un repartidor de la impremta del seu pare, es trobava en aquest carrer entre la multitud sota el primer pòrtic, i mentre el cotxe frenava per girar, va disparar a Mussolini, fallant.
El mariscal Francesco Burgio, present a l'atemptat, va testificar:
| «                                                   | Em trobava com a espectador al costat dels soldats de primera línia que eren del cordó, a la cantonada de via Rizzoli i de via dell'Indipendenza, quan va arribar la processó presidencial. Mentre queien les flors de les finestres dels edificis al cotxe del Duce, un individu va empènyer bruscament un soldat del cordó, va estirar el braç en direcció a Mussolini i va disparar. Per sort, un mariscal dels carabinieri, Vincenzo Acclavi, del nucli de Trieste, va donar un cop sobtat al braç del foraster; de manera que el tret, que es va produir en aquell moment, es va desviar i el Duce va escapar miraculosament al gest criminal de l'atacant. Entre els primers a agafar el tirador, hi havia un tinent de la 56a d'infanteria i alguns esquadristes. | » |
| — Del testimoni del mariscal major Francesco Burgio | |   |

La bala va seguir una trajectòria de dalt a baix; va colpejar el cordó de l'Orde de Sant Maurici i Sant Llàtzer que Mussolini duia a la faixa de l'espatlla, va traspassar el coll de la jaqueta de Duce, va creuar el barret superior de l'alcalde Umberto Puppini (qui estava de genolls) i va quedar enganxada a la tapisseria de la porta del cotxe.
El tinent de la 56a infanteria que va identificar i bloquejar el jove atacant va ser Carlo Alberto Pasolini, pare de Pier Paolo Pasolini.
Com a reacció a aquest gest, els esquadristes de Leandro Arpinati (inclòs Arconovaldo Bonacorsi) i uns quans milanesos dirigits per Albino Volpi, es van llançar sobre el noi de quinze anys i el van linxar. Després del linxament, el cos del jove presentava 14 punyalades profundes, un tret de revòlver i signes d'escanyament.
El papa Pius XI va condemnar l'atemptat definint-lo com «un criminal atemptat, el simple pensament del qual ens entristeix ... i ens fa donar gràcies a Déu pel seu fracàs».

## Investigacions i judici
Les investigacions policials van tenir lloc inicialment en els cercles esquadristes bolonyesos, suposant inicialment una participació de líders de l'esquadra local com Arpinati (aquest últim, també exanarquista, era amic de Mammolo Zamboni), però no van donar cap resultat.
Els magistrats del Tribunal especial per a la defensa de l'Estat van realitzar una investigació addicional sol·licitada pel Ministeri de l'Interior. Aquesta nova investigació va implicar Roberto Farinacci (que se sospitava que era un possible instigador) i els seus seguidors. Segons Brunella Dalla Casa (que dirigeix l'Institut per a la història de la Resistència), aquestes sospites eren més gran que les que tenien sobre Arpinati, però tan bon punt va sorgir la hipòtesi de la «conspiració feixista», les autoritats van imposar-se de no investigar més, ateses les greus repercussions que aquesta hauria tingut en l'opinió pública.

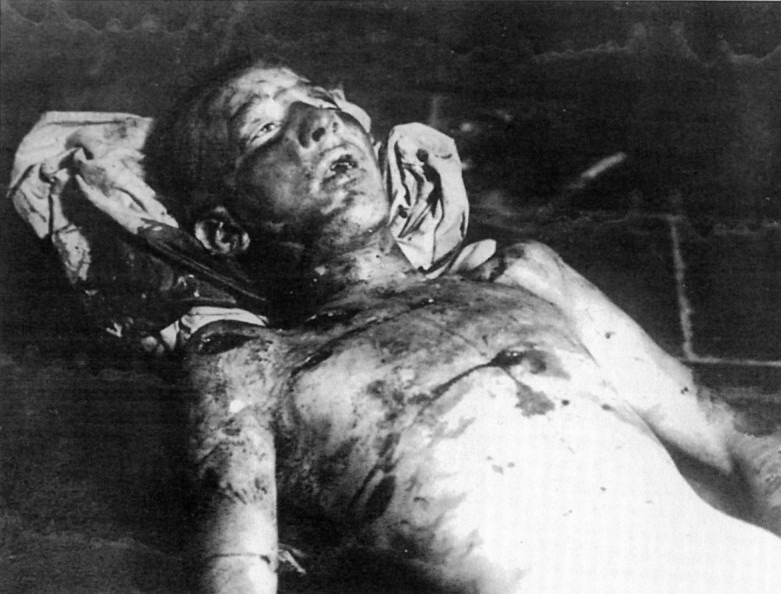
El cos d'Anteo Zamboni després del linxament
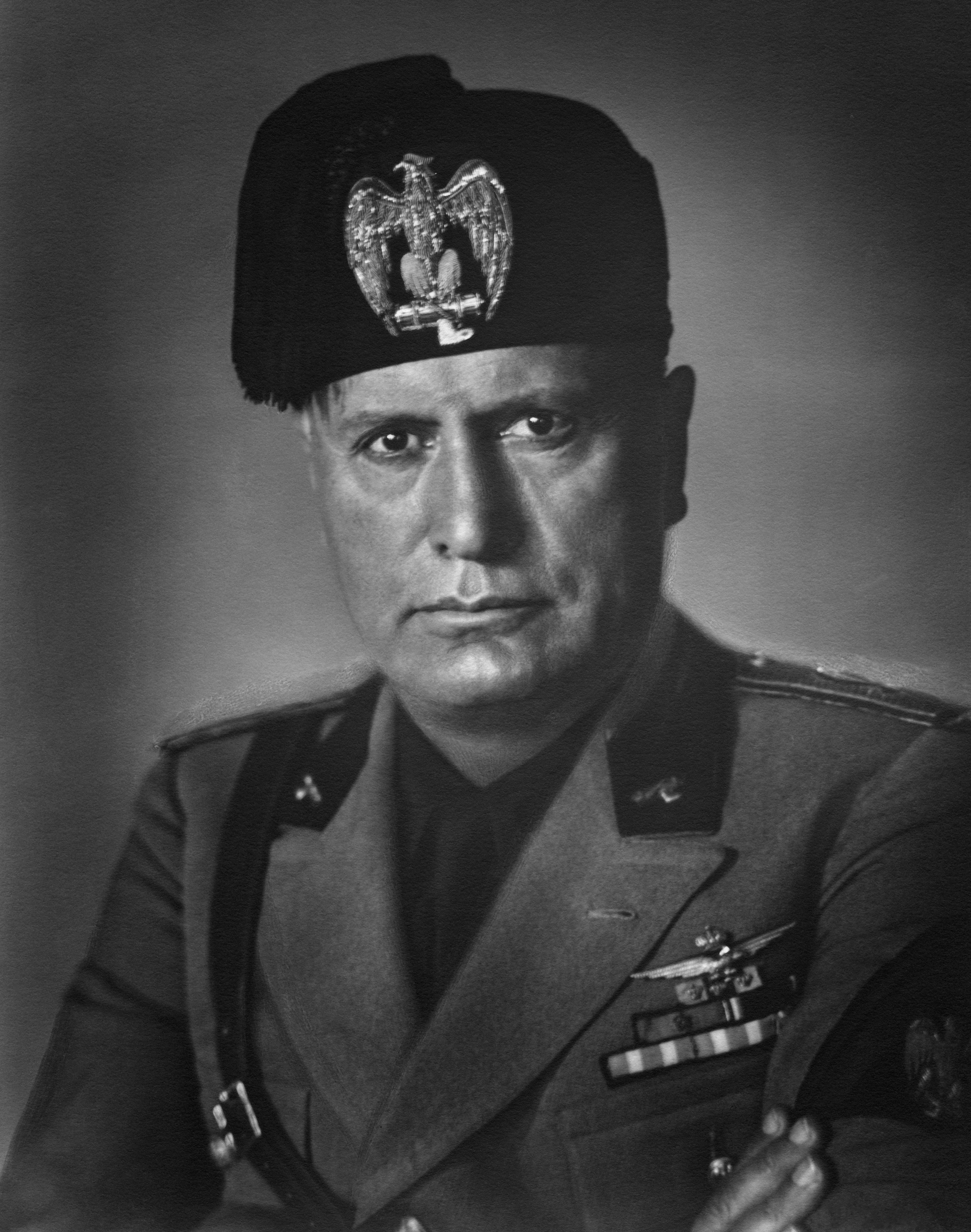
Benito Mussolini, 1930. El duce va patir diversos atemptats d'individus de diferents ideologies durant el seu govern

En aquell moment es va concloure que l'atac havia estat obra d'un element aïllat. Tot i això, els testimonis discordants dels presents (inclòs el del mateix Mussolini) i els dubtes que es suscitava que un noi de quinze anys havia planejat sol un gest com aquest, van provocar la hipòtesi de la presència al lloc del crim del germà gran d'Anteo (Lodovico), així com la corresponsabilitat de la tia de Mammolo i Anteo, Virginia Tabarroni, com a inspiradora de l'atemptat. Es va demostrar que Lodovico no podia estar present a l'acte, ja que es trobava a Milà i no va tornar a Bolonya fins a la tarda del 31 d'octubre. Però el Tribunal Especial va insistir en la hipòtesi de la trama familiar, basant l'acusació només en el passat anarquista de Mammolo. El 1932, el president del Tribunal Especial Guido Cristini va admetre en una entrevista privada que «havia condemnat els dos, tot i ser innocents, perquè així ho havia ordenat el Duce». Per aquestes paraules, Cristini es va veure obligat a dimitir.
Els processos penals van condemnar Mammolo Zamboni i Virginia Tabarroni a 30 anys de presó per influenciar el jove en les seves accions. Lodovico i Assunto, els dos germans grans d'Anteo, tot i que absolts de responsabilitat directa en el fet, van ser condemnats a 5 anys de confinament com a elements potencialment perillosos, respectivament a Ponza i Lipari. Uns anys després (24 de novembre de 1932) Mussolini va decidir perdonar els dos joves condemnats.
Mammolo Zamboni, qui durant els anys del judici i la detenció sempre havia proclamat la innocència d'Anteo i la sorpresa absoluta de tota la família sobre l'afer, després de la Segona Guerra Mundial va afirmar que el seu fill va planificació l'atemptat, qui havia actuat «amb un sentit complet de la responsabilitat». Als qui li van preguntar el motiu d'aquest canvi d'opinió, va respondre que donar suport a la innocència d'Antaeus era, durant el procediment judicial, l'única manera d'exonerar-se a ell mateix i a la seva família.
Mussolini va condemnar el linxament de Zamboni amb aquestes paraules:
| «                   | Dels atemptats que he patit, el de Bolonya mai es va aclarir del tot. Per descomptat, em vaig salvar de miracle. L'executor, o suposat, va ser linxat per la multitud. Amb aquest acte bàrbar, que vaig desaprovar, Itàlia, certament, no va demostrar civilització. | » |
| — Benito Mussolini. | |   |

Després de l'atemptat fallit del 31 d'octubre de 1926, el Duce no va tornar visitar oficialment Bolonya fins deu anys després, el 24 d'octubre de 1936.

## Les conseqüències polítiques
Poc després de l'atemptat d'Anteo Zamboni, el govern va llançar una dura repressió amb la promulgació de les Leggi per la difesa dello Stato (Lleis per a la defensa de l'Estat). La nova legislació preveia la dissolució de tots els partits polítics, la desaparició de 123 diputats aventinians, la creació del Tribunal especial per a la defensa de l'Estat, la institució de la pena capital, la creació de les Oficines Polítiques d'Investigació (UPI) del MVSN, i la institució del confino di polizia.

## Les dues hipòtesis sobre l'atemptat
S'ha plantejat la hipòtesi d'una dinàmica complexa de l'atemptat diferent de les comunament acceptades i afirmades per les investigacions. Això té en compte els lligams que existien entre Zamboni i Leandro Arpinati, argumentant que darrere del gest hi havia una conspiració de poder dins del feixisme, entre l'ala del feixisme intransigent vinculada a Roberto Farinacci i la normalitzadora recolzada per altres jerarques. La tesi de la «conspiració feixista» preveu, doncs, que l'atemptat va ser realitzat per una altra persona i que haurien culpat al jove anarquista gràcies a un intercanvi de persones més o menys premeditat.
En suport d'aquesta hipòtesi hi ha testimonis contradictoris sobre la fesomia i la vestimenta del tirador, així com la presència en escena de l'atac de l'esquadrista friülà Mario Cutelli, un simpatitzant violent de Farinacci. A més, diversos testimonis van declarar que Roberto Farinacci (l'únic jerarca no convidat oficialment a les celebracions) estava present a Bolonya en aquells dies; l'havien reconegut deambulant, gairebé sempre sol, al centre de la ciutat.
La tesi absolutòria de Zamboni és recollida a la trama de Film d'amore e di anarchia, dirigida per Lina Wertmüller; a la pel·lícula la prostituta Salomè (interpretada per Mariangela Melato) explica com es va llançar la pistola als peus de la innocent Zamboni, que va esdevenir víctima del linxament dels feixistes. Una variant d'aquesta hipòtesi afirma que Anteo Zamboni va ser el veritable executor del fet, a instàncies de persones que també haurien ordenat el seu linxament per silenciar per sempre a qui podia desemmascarar-los.
Segons Renzo De Felice, les dues hipòtesis més probables (el gest aïllat d'Anteo i la conspiració madurada dins de la dissidència de Farinacciano) s'equilibren entre elles de manera que és difícil inclinar-se cap a l'una o a l'altra. L'historiador es declara pessimista sobre la possibilitat d'arribar a una certesa definitiva sobre el cas, que segons ell està destinat a seguir sent un dels episodis foscos del feixisme italià de la dècada del 1920.
Brunella Dalla Casa dedica molt d'espai en el seu assaig a la hipòtesi de la conspiració de Farinacciano. Tanmateix, just a l'última pàgina del llibre decideix validar (a benefici del dubte) la tesi de l'acció aïllada d'Anteo Zamboni, tot i que sensacional i imprevisible per tothom. Bruenlla Dalla Casa recull les darreres reflexions de Giovanni De Luna i Pier Carlo Masini, ambdós inclinats a atribuir al noi l'autoria de l'atemptat que hauria marcat la història d'Itàlia.
Segons Roberto Gremmo, la tesi de la «conspiració feixista» va aparèixer dins dels cercles del moviment antifeixista propers a Gaetano Salvemini. En realitat, seria probable que el gest del noi fos realment instigat pel seu pare i la seva tia, perdonat posteriorment per Mussolini «pel treball sense escrúpols» per la col·laboració de l'altre fill de Mammolo, Assunto, amb l'Organització per a la Vigilància i la Repressió de l'Antifeixisme (OVRA), qui s'havia enamorat d'una bella espia feixista de la policia secreta. Els Zamboni van estar en contacte amb alguns grups de fugits propers a Carlo Rosselli i Randolfo Pacciardi, els quals van planejar accions terroristes contra el feixisme a Itàlia i a l'estranger. La col·laboració d'Assunto Zamboni amb l'OVRA estaria en l'origen de la gràcia que Mussolini va atorgar al pare i la tia del jove atacant.

## Reconeixements
A Anteo Zamboni, un personatge que forma part del que Palmiro Togliatti defineix com «resistència silenciosa», li han dedicat dos carrers a Bolonya, la via Anteo Zamboni i la vía Mura Anteo Zamboni (proper a les muralles de la zona de la universitat), i una placa a la Piazza del Nettuno. La placa no es troba col·locada al lloc de l'atemptat (el primer pòrtic de via dell'Indipendenza), sinó al punt on el cos maltractat del noi va ser abandonat després del linxament (la cantonada del Palau d'Accursio de la Piazza del Nettuno i via Ugo Bassi).

## Filmografia
- Gli ultimi tre giorni, drama de televisió dirigit per Gianfranco Mingozzi, emès en dos episodis a l'octubre de 1977.